# ZygoteBody
ZygoteBody(이전 이름: Google Body)는 조작 가능한 3D 해부학적 인체 모델을 렌더링하는 Zygote 미디어 그룹의 웹 애플리케이션이다. 근육 조직에서부터 혈관에 이르기까지 여러 레이어를 제거하거나 투명하게 만들어서 각 신체 부위의 더 나은 연구를 가능케 한다. 인체 부위의 대부분은 레이블이 붙여져 있어서 검색이 가능하다.

## 기술
인간 모델은 Zygote 미디어 그룹의 데이터에 기반을 둔다. 이 웹사이트는 자바스크립트와 WebGL 기술을 사용하여 웹 브라우저 안에 3D 이미지를 표시할 수 있으며 외부 브라우저 플러그인의 설치가 불필요하다.

## 역사

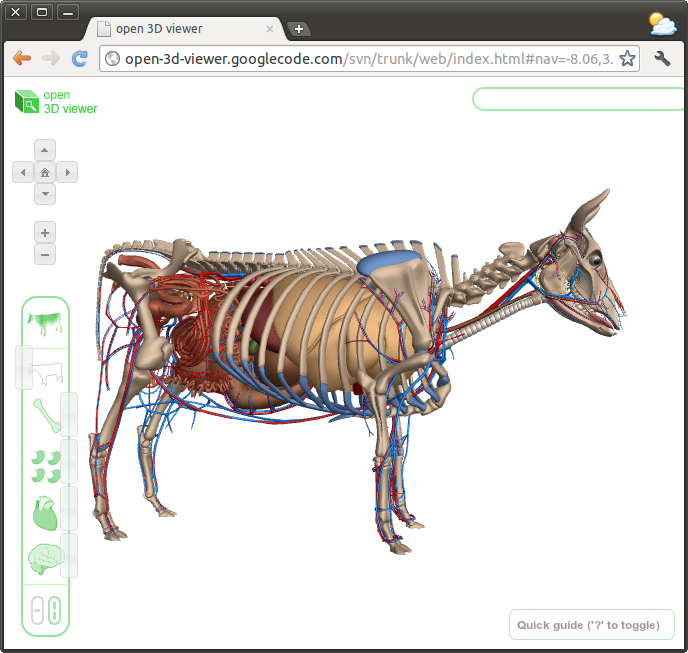
구글 카우 모델. 현재 open-3d-viewer 프로젝트의 일부임.

ZygoteBody는 2010년 12월 15일 Google Body라는 이름으로 런칭했다. 2011년 만우절에 사용자들은 홈 페이지의 소의 해부학 장면을 마주쳤다. 소 모델 open-3d-viewer 오픈 소스 프로젝트의 일부로서 여전히 이용이 가능하다.
구글 랩스의 윈드 다운의 일부로서 구글 바디는 종료되지만 Zygote에 의해 ZygoteBody라는 이름으로 유지보수가 계속될 것이라고 발표하였다. 2011년 10월 13일, 구글 바디 사이트는 종료되었다. 이후 2012년 1월 9일 ZygoteBody가 런칭되어 핵심 코드 기반(구글 카우 모델을 데모로 하는 것과 함께)이 오픈 소스 프로젝트로 이용이 가능해졌다.

## 같이 보기
- 구글 헬스